# Dichelostemma capitatum
Dichelostemma capitatum là một loài thực vật có hoa trong họ Măng tây. Loài này được (Benth.) Alph.Wood mô tả khoa học đầu tiên năm 1868.

## Hình ảnh

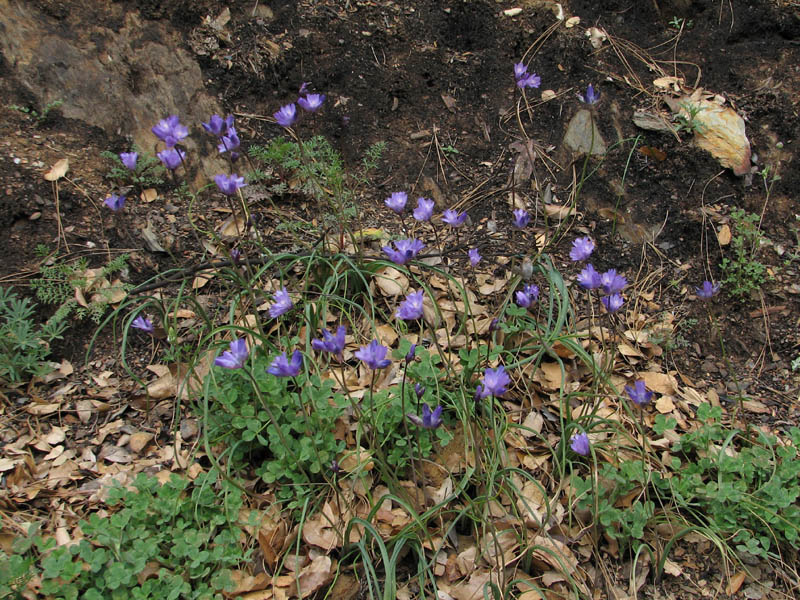
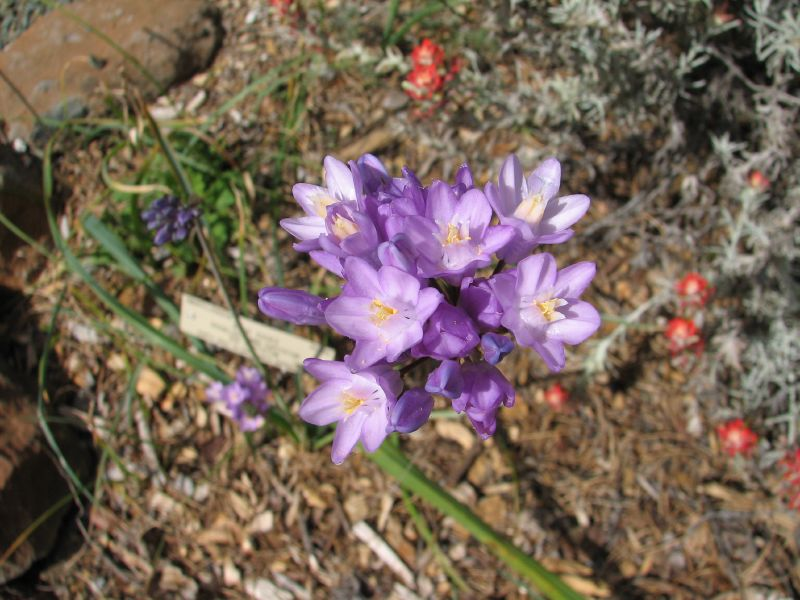
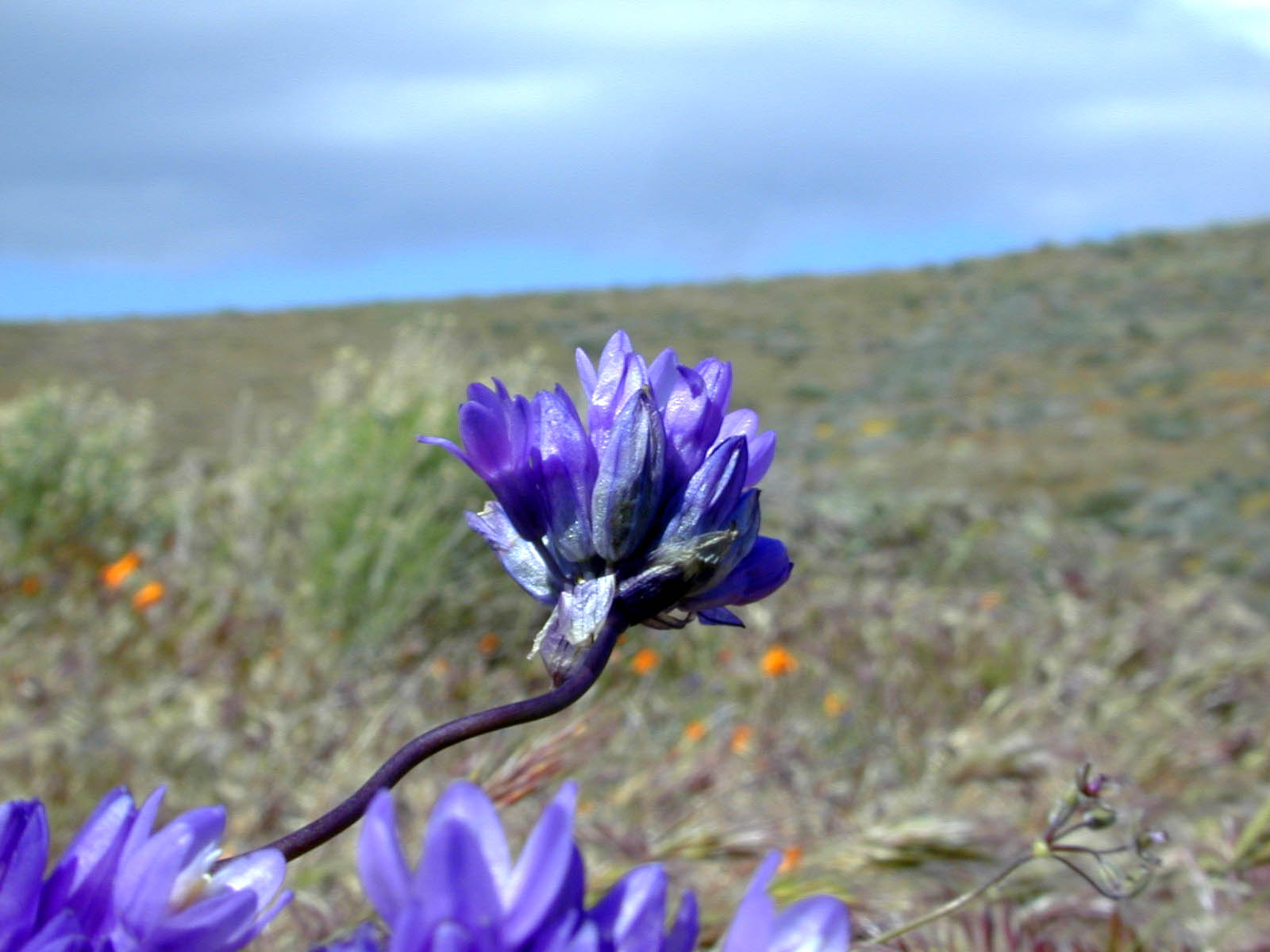
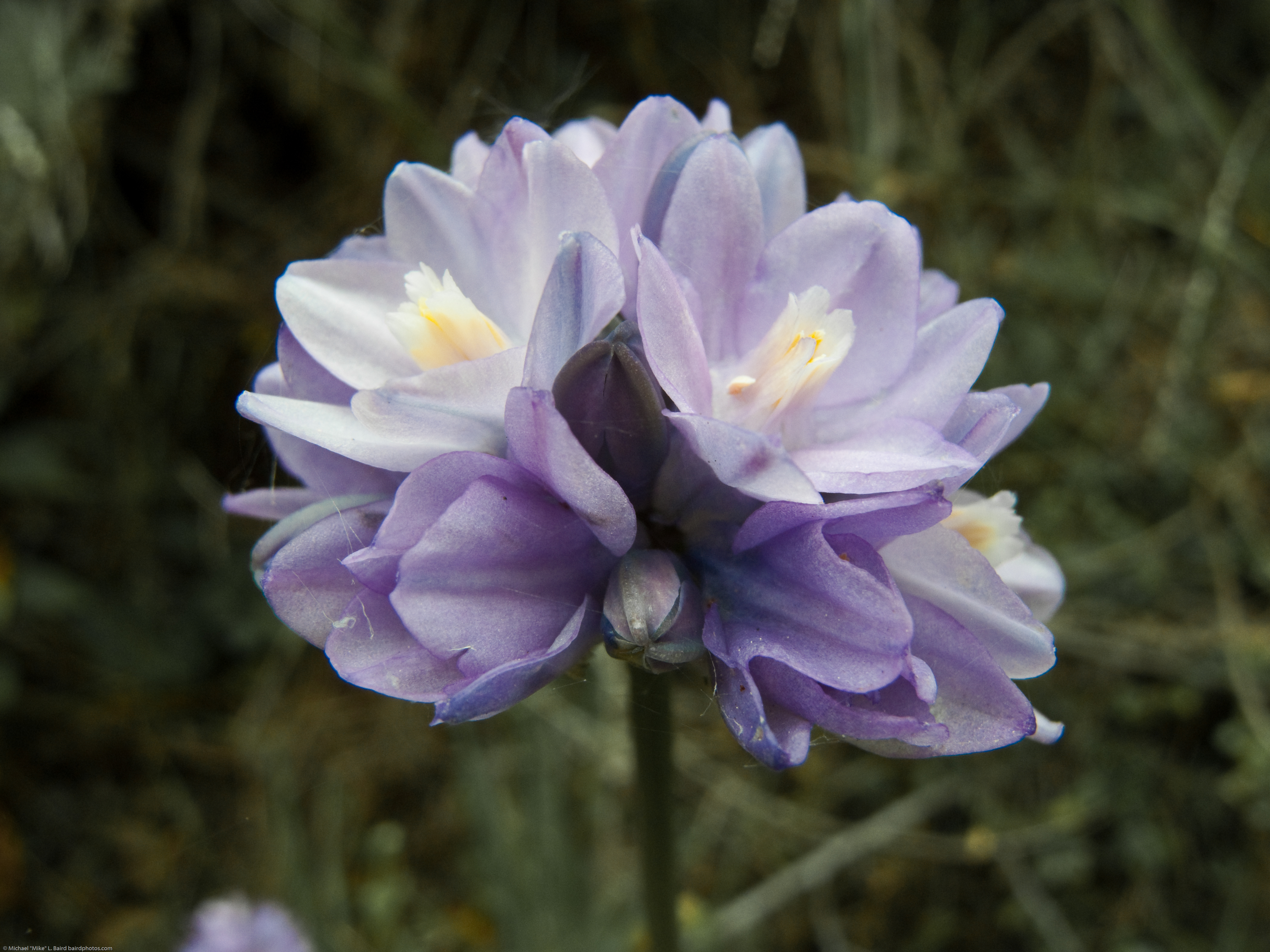